# 피르케
피르케(스페인어: Pirque)는 칠레 산티아고 수도주 코르디예라 현의 코무나이다.